# Lista de países por produção de magnésio
Esta é uma lista de países por produção de magnésio em 2018 com base nos números do United States Geological Survey e USmagnesium.

## Países
| Classificação | País/Região          | Produção de magnésio (mil toneladas) |
| ------------- | -------------------- | ------------------------------------ |
| —             | Mundo                | 1.020 (est)                          |
| 1             | China                | 800                                  |
| 2             | Rússia               | 65                                   |
| 3             | Estados Unidos       | 50 (est)                             |
| 4             | Israel               | 25                                   |
| 5             | Cazaquistão          | 23                                   |
| 6             | Ucrânia              | 19                                   |
| 7             | Brasil               | 15                                   |
| 8             | Turquia              | 10                                   |
| 9             | Coréia, República da | 10                                   |
| 10            | Irã                  | 5                                    |